# Републикански път III-4073
Републикански път IIІ-4073 е третокласен път, част от Републиканската пътна мрежа на България, преминаващ изцяло по територията на Великотърновска област. Дължината му е 14,5 km.
Пътят се отклонява наляво при 28,6 km на Републикански път III-407 южно от село Царски извор и се насочва на запад по южните склонове на Драгановските височини. Минава през село Горски Горен Тръмбеш, след което слиза в долината на река Янтра, продължава на запад покрай десният ѝ бряг и в северната част на село Драганово се свързва с Републикански път III-514 при неговия 29,3 km.
| Пътища, отклоняващи се надясно (населено място, № на пътя, посока на пътя) | km   | Пътища, отклоняващи се наляво (посока на пътя, № на пътя, населено място) |
| -------------------------------------------------------------------------- | ---- | ------------------------------------------------------------------------- |
| Община Стражица, III-407, 28,6 km ←                                        | 0,0  | ← 28,6 km, III-407, Община Стражица                                       |
| Община Горна Оряховица                                                     | 3    | Община Горна Оряховица                                                    |
| с. Горски Горен Тръмбеш                                                    | 6    | с. Горски Горен Тръмбеш                                                   |
|                                                                            | 9,1  | → общински път (за с. Горски Долен Тръмбеш)                               |
| (от 29,6 km на II-51) III-514, 29,3 km, с. Драганово →                     | 14,5 | → с. Драганово, 29,3 km, III-514 (до гр. Велико Търново)                  |